# Trawieniec
Trawieniec, żołądek właściwy, żołądek gruczołowy (abomasum) – gruczołowa część żołądka przeżuwaczy, o gruszkowatym kształcie, tworząca czwarty przedział. U bydła domowego położony jest z tyłu od ksiąg i na prawo od żwacza. Z księgami łączy się ujściem księgowo-trawieńcowym, a przeciwległy koniec przechodzi w dwunastnicę. W trawieńcu zachodzi właściwy (główny) proces trawienia. Jego główną funkcją jest trawienie białek przy pomocy enzymów znajdujących się w soku żołądkowym.